# جیمز گمل
جیمز گمل (انگلیسی: James Gammell؛ ۲۶ سپتامبر ۱۸۹۲ – ۱ سپتامبر ۱۹۷۵) فرد نظامی اهل بریتانیا بود. وی همچنین برندهٔ جوایزی همچون صلیب نظامی شده‌است.